# Albany Fonblanque
Albany William Fonblanque, född 1793 i London, död den 13 oktober 1872, var en engelsk journalist. Han var son till John Anthony Fonblanque.
År 1826 efterträdde han Leigh Hunt som medarbetare i The Examiner, tidens huvudorgan för high-class radikalism. År 1830 blev han tidningens chefredaktör och några år senare dess ägare. Den omformning, som det liberala partiet genomgick efter 1836, inverkade emellertid på Fonblanques ställning. År 1847 slutade han som redaktör av The Examiner och mottog en post vid Board of Trades statistiska kontor; ändå till 1860 fortsatte han dock att skriva i tidningen. Fonblanque är en av de få journalister, som – uteslutande som sådana – har förvärvat sig en varaktig plats i litteraturen. Detta berodde till en del på hans humoristiska och sarkastiska förmåga, men huvudsakligen hans artiklars litterära form, som ger dem värde utan hänsyn till innehållet. År 1837 utgav han i bokform sina viktigaste artiklar under titeln England under seven Administrations (3 band), en av källorna till tidens historia. En ny samling av artiklar offentliggjordes 1874 av hans brorson Edward Barrington de Fonblanque, Life and Labours of Albany de Fonblanque, inledd med en biografi.